# Desmoptera irianica
Desmoptera irianica is een rechtvleugelig insect uit de familie Pyrgomorphidae. De wetenschappelijke naam van deze soort is voor het eerst geldig gepubliceerd in 1982 door Kevan.